# Проспект Мира (Чебоксары)

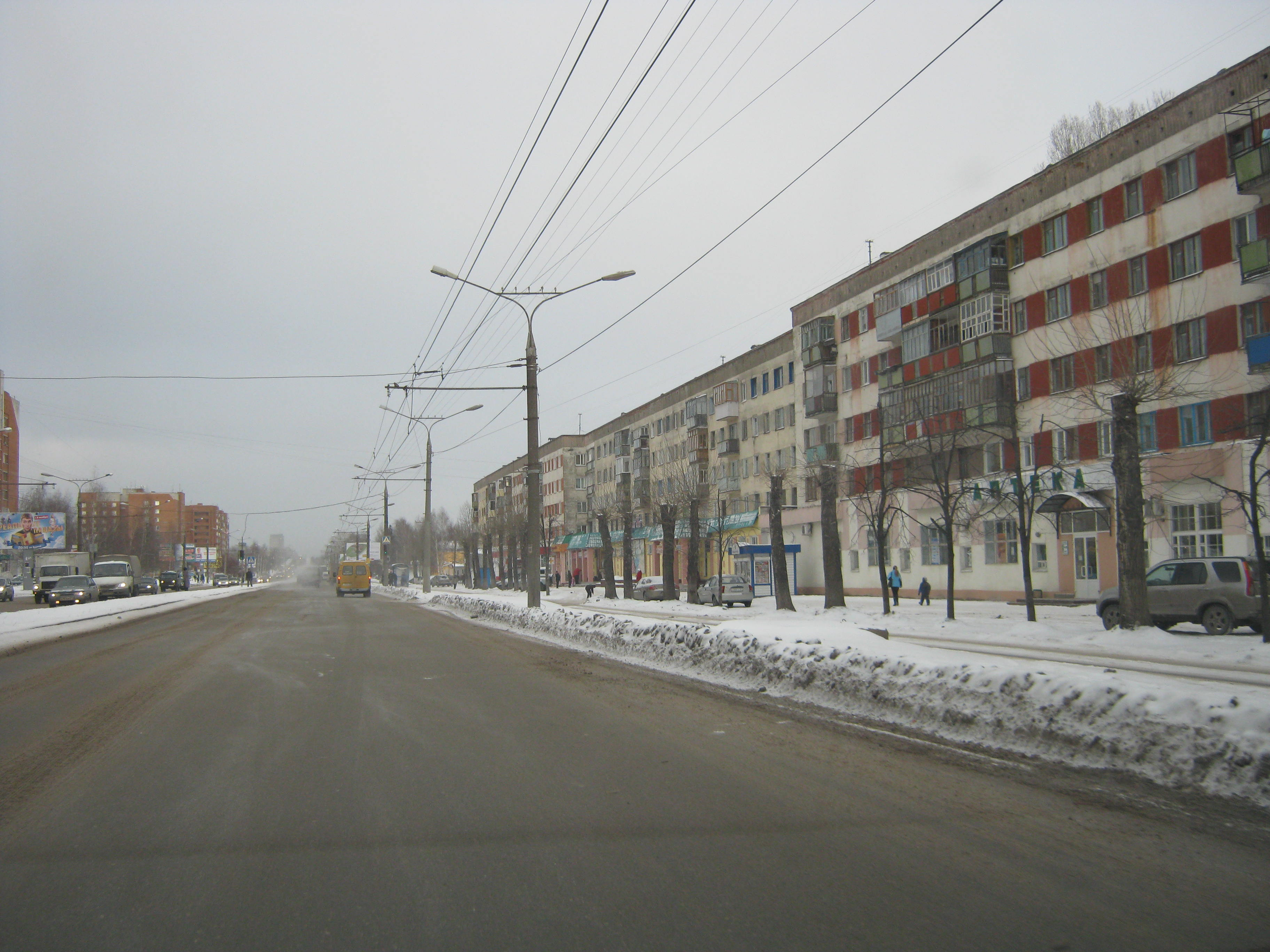
Проспект Мира зимой

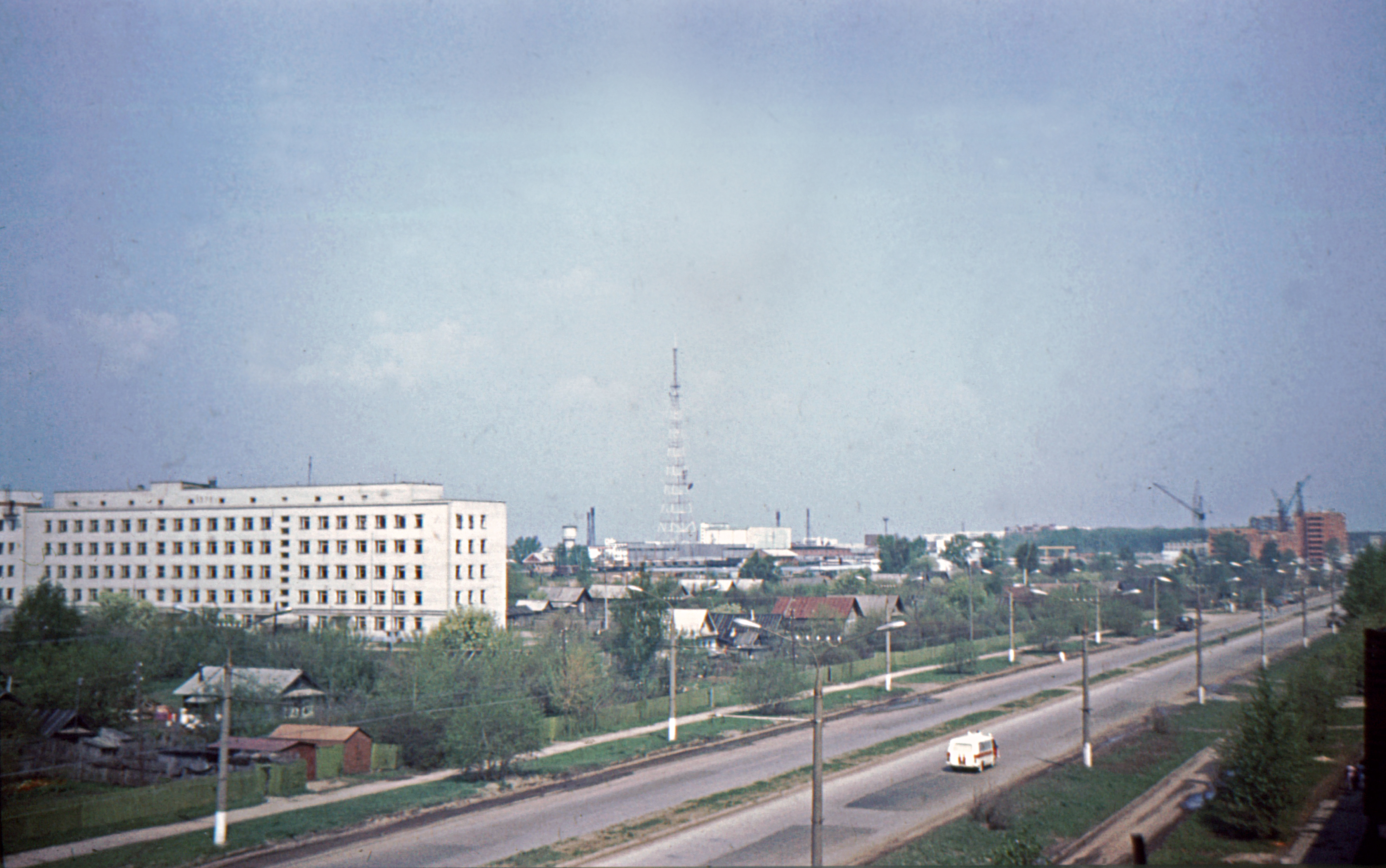
Вид на проспект Мира в 1987 году

Памятник машиностроителям России

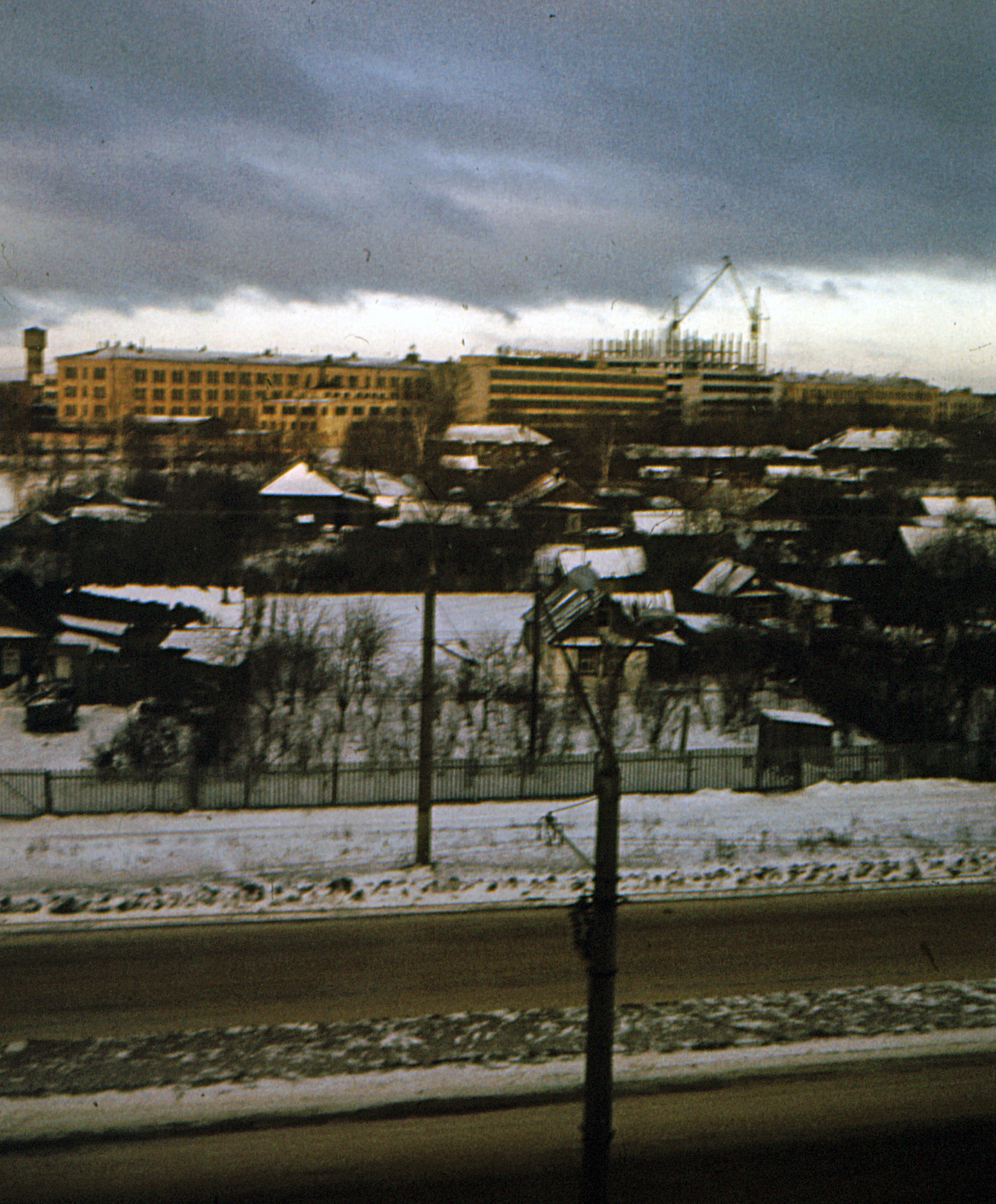
Застройка в конце проспекта Мира (снесена в конце 1980-х годов). Фото 1987 года

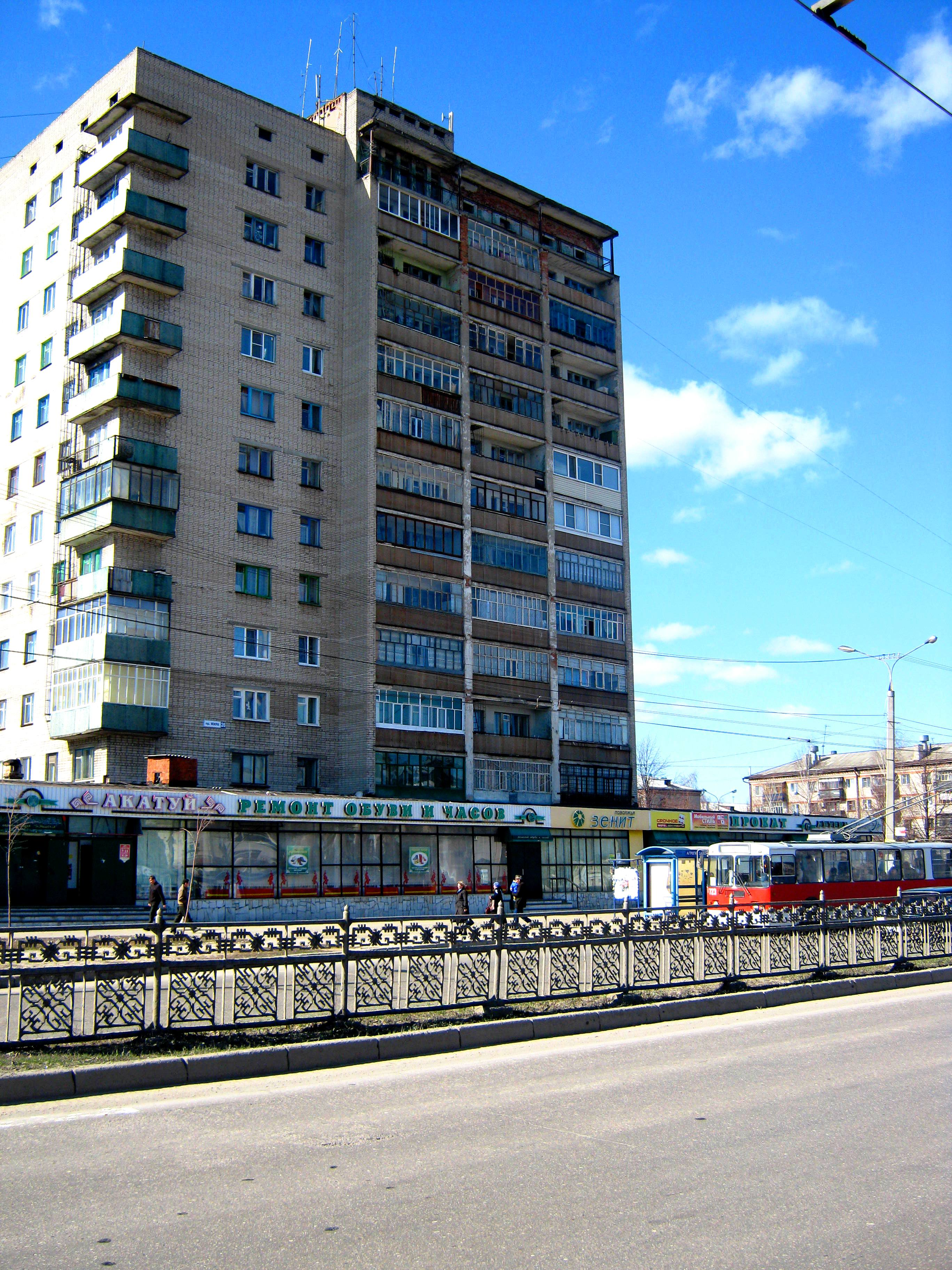
Дом № 26 по проспекту Мира

Проспе́кт Ми́ра — улица в центральной части города Чебоксары. Одна из важнейших транспортных артерий города связывающая потоки южного (на Казань) и восточного (на Йошкар-Олу) направлений.
Пролегает сразу в двух административных районах — Ленинском и Калининском.
На проспекте организовано шестиполосное движение транспорта, по три полосы в каждом направлении, на всём протяжении оборудован разделительной полосой.
В центре проспекта расположен путепровод Мира или так называемый «Горбатый мост». Его длина — 302 м, ширина — 30 м. Путепровод имеет по три полосы движения в каждую сторону, под ним проходят железнодорожные пути ведущие от станции «Чебоксары-I» до Чебоксарского завода промышленных тракторов и хлопчато-бумажного комбината.

## Происхождение названия
Получила своё имя в честь стремления народов планеты к миру.

## Здания и сооружения
- № 1 — Чебоксарский агрегатный завод
- № 3 — Маслосырбаза
- № 3б — ОАО «Волжанка»
- № 42 — гостиница «Мир»
- № 40 — ПТУ № 8
- № 78 — Городской автовокзал
- № 82Б — супермаркет «Перекрёсток»
- Сквер 50-летия ВЛКСМ
- Сквер журналистов

### Памятники
- Памятник машиностроителям России — открыт 24 июня 2008 года. Установлен на площади возле Чебоксарского агрегатного завода[1].

### Музеи
- На территории Чебоксарского агрегатного завода, в сентябре 2010 года ко Дню машиностроителя России состоялось открытие первого в России научно-технического, образовательного и просветительского центра «Музей истории трактора». Музей располагает почти двумя десятками единиц техники, в нём представлена фактически вековая история отечественного машиностроения[2][3][4][5][6][7].

## Проезд. Транспорт
- Автобус № 15, 33, 41, 42, 45, 52, 262
- Троллейбус № 2, 5, 6, 9, 14, 15, 18
- Микроавтобус № 5, 54, 153, 173, 2705

## Смежные улицы
- Улица Калинина
- Улица Полковника Валькевича
- Эгерский бульвар
- Проспект Ивана Яковлева
- Улица 50 лет Октября